# Fritz Walter (fotbollsspelare född 1960)
Fritz Walter, född den 21 juli 1960 i Heidelberg, Tyskland, är en västtysk fotbollsspelare som tog OS-brons i fotbollsturneringen vid de olympiska sommarspelen 1988 i Seoul.